# St. Johannes (Gertenbach)

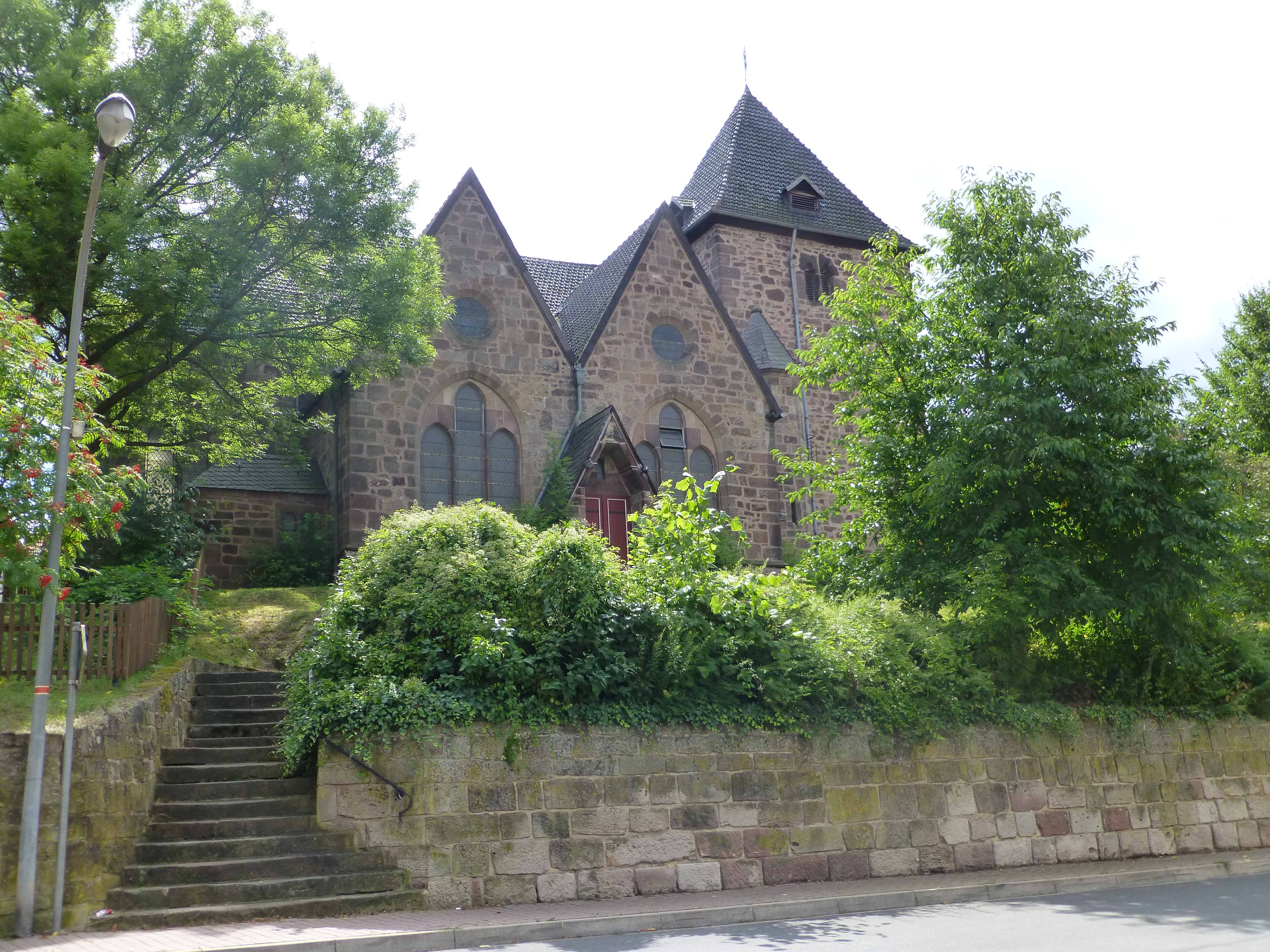
St. Johannes

Die Evangelische Kirche St. Johannes ist ein denkmalgeschütztes Kirchengebäude, das im Ortsteil Gertenbach der Stadt Witzenhausen im Werra-Meißner-Kreis (Hessen) steht. Die Kirchengemeinde gehört zum Kirchenkreis Werra-Meißner im Sprengel Kassel der Evangelischen Kirche von Kurhessen-Waldeck.

## Beschreibung
Die ehemalige Dorfkirche, die dem heiligen Johannes geweiht war, wurde im Dreißigjährigen Krieg stark zerstört und im Jahre 1741 noch einmal ausgebessert. Der Entwurf der 1888/89 erbauten neugotische Querkirche stammt von Werner Narten. Sie wurde von Louis Angermann vollendet. Von der ehemaligen Wehrkirche blieb nur der Chorturm, jetzt der Kirchturm im Westen, erhalten. Der ehemalige Chorbogen dient heute als Portal. Ein weiteres Portal befindet sich an der Nordseite. Das Langhaus wird von zwei Querschiffen gekreuzt. Im Osten schließt sich ein Chor mit dreiseitigem Abschluss an. Das Vestibül im Erdgeschoss des Turms diente bis 1887 als Chor. Die aus dem Jahr 1922 stammenden Eisenhartgussglocken wurden inzwischen durch drei Glocken aus Bronze ersetzt, die von der Glocken- und Kunstgießerei Rincker gegossen wurden.